# Régie des bâtiments
La Régie des bâtiments est un organisme public belge autonome de type parastatal fondé en 1971. Elle gère les opérations immobilières concernant les bâtiments publics hébergeant des fonctionnaires fédéraux. Sa mission consiste également en la préservation du patrimoine architectural fédéral. Elle est placée sous l'autorité du Ministre des finances.
En juillet 2008, elle détenait 1 044 bâtiments pour un total de 4,9 millions de m2, et plus de 569 bâtiments loués (pour près de 3 millions de m2), faisant d'elle l'une des plus importantes agences immobilières du pays.